# Fernando Jaramillo Giraldo
Fernando Jaramillo Giraldo (Bogotá, 8 de mayo de 1962) es un administrador de empresas y abogado colombiano. Entre 2020 y hasta el 25 de febrero de 2025 se desempeñó como presidente de la División Mayor del Fútbol Colombiano.

## Trayectoria
Nació en Bogotá en 1962. Estudió derecho en la Universidad de los Andes, cuenta con especialización en Derecho Societario y Tributario en la misma institución, realizó una Maestría en Derecho con énfasis en negocios internacionales en la Universidad de Georgetown.
Sus inicios como funcionario público se destacan en las funciones de parte de la Superintendencia Bancaria, Ministerio de Hacienda e IBM Colombia. Integró la Oficina de la Presidencia de la República, siendo Asesor Especial para Asuntos de Seguridad. En 1993 al 1995 fue Cónsul general de Colombia en Nueva York, donde también se desempeñó como Asesor Legal Extranjero en Dewey Ballentine. Entre 1996-2004 trabajó en la Organización de Estados Americanos desempeñándose como Asesor del Secretario General y Secretario Privado, además, ejerció como Jefe del Gabinete del Secretario General.
Entre 2004-2020 fue Vicepresidente Legal y de Asuntos Corporativos de Bavaria. En agosto de 2020 fue elegido como presidente de la División Mayor del Fútbol Colombiano reemplazando a Jorge Enrique Vélez hasta su renuncia en febrero de 2025.